# Basilia insularis
Basilia insularis är en tvåvingeart som beskrevs av Graciolli 2003. Basilia insularis ingår i släktet Basilia och familjen lusflugor. Inga underarter finns listade i Catalogue of Life.